# Joseph Weizenbaum
Joseph Weizenbaum (født 8. januar 1923, død 5. marts 2008) var en tysk-amerikansk datalog, der i offentligheden er mest kendt for sit program ELIZA, som han udviklede i 1962. 
ELIZA er et program, der som et af de første demonstrerede muligheden for at indlæse og behandle naturligt sprog i et begrænset miljø via genkendelse af mønstre i input. Programmet imiterede en psykolog, og Weizenbaum blev rystet over at se, hvordan en del mennesker reagerede, som om de kommunikerede med en virkelig psykolog, selv om programmet havde et meget begrænset antal svarmuligheder.
Weizenbaums oplevelser med ELIZA fik ham til at beskæftige sig med filosofiske aspekter af implikationerne af kunstig intelligens, som i de tidlige 1960'ere blev anset for at have en lysende fremtid. Han udgav i 1976 den indflydelsesrige bog Computer Power and Human Reason, hvor han gjorde rede for sin ambivalente holdning til kunstig intelligens. På den ene side ville han ikke afvise anvendelsen af denne teknik, da der helt sikkert ville være en række nyttige anvendelser heraf, men på den anden side så han det som afgørende, at computere aldrig skulle komme til at tage betydningsfulde beslutninger, idet de mangler vigtige menneskelige kvaliteter som indføling og visdom. 
Joseph Weizenbaum blev født i Berlin af jødiske forældre, og familien emigrerede til USA i 1935, da de indså den håbløse fremtid under nazismen. I 1941 begyndte han at studere matematik, men blev afbrudt af militærtjeneste under 2. verdenskrig. I begyndelsen af 1950'erne deltog han i arbejdet med at udvikle en computer for Wayne Stage University, og fra 1956 arbejdede han for General Electric med at udvikle en computer til bankverdenen. I 1963 blev han ansat ved MIT, fra 1970 som professor. Her udviklede han blandt andet programmeringssproget SLIP (Symmetric LIst Processor), der havde forbindelse til både Fortran og Algol.
I 1996 vendte han tilbage til sin fødeby Berlin, hvor han bosatte sig i det område, han var vokset op i. Han blev æresmedlem af det betydningsfulde Gesellschaft für Informatik og modtog anden hæder, herunder æresdoktorater ved Hamburg Universitet og Bremen Universitet.